# O Dia do Gato
O Dia do Gato é um filme policial brasileiro de 1987 dirigido por David Cardoso e estrelado por Helô Pinheiro, David Cardoso e Edgar Franco.
Foi o último filme dirigido por David Cardoso.

## Sinopse
Gato é um golpista vindo de Mato Grosso que tenta invadir a casa de um médico rico e milionário, com o objetivo de usar como isca a venda de um carro da marca Mercedes-Benz guardado na sua garagem.

## Elenco
- David Cardoso como Gato
- Helô Pinheiro como Ariadne
- Edgard Franco como Baltazar
- Tallyta Cardoso como Marcela
- Waldirene Manna como Marta